# Aeroporto di Porto Santo
L'Aeroporto di Porto Santo (in portoghese Aeroporto do Porto Santo) è uno scalo aereo portoghese situato nell'isola di Porto Santo, nell'arcipelago di Madera.
Sorge a 2 km da VIla Baleira, principale centro abitato dell'isola.

## Storia
L'aeroporto, costruito nel 1959, è stato il primo ad essere realizzato nell'arcipelago di Madera.